# Julien Hirsch
Julien Hirsch (Parigi, 1º ottobre 1964) è un direttore della fotografia francese, collaboratore frequente di André Téchiné, Benoît Jacquot e Pascal Bonitzer.

## Filmografia
- L'Annonce faite à Marie, regia di Alain Cuny (1991)
- La Sentinelle, regia di Arnaud Desplechin (1992)
- Drancy Avenir, regia di Arnaud des Pallières (1997)
- Amour d'enfance, regia di Yves Caumon (2001)
- Éloge de l'amour, regia di Jean-Luc Godard (2001)
- Dans le noir du temps, episodio di Ten Minutes Older: The Cello, regia di Jean-Luc Godard (2002)
- Adieu, regia di Arnaud des Pallières (2003)
- Notre Musique, regia di Jean-Luc Godard (2004)
- Ordo, regia di Laurence Ferreira Barbosa (2004)
- I tempi che cambiano (Les Temps qui changent), regia di André Téchiné (2004)
- Lady Chatterley, regia di Pascale Ferran (2006)
- I testimoni (Les Témoins), regia di André Téchiné (2007)
- Versailles, regia di Pierre Schoeller (2008)
- Soit je meurs, soit je vais mieux, regia di Laurence Ferreira Barbosa (2008)
- Sois sage, regia di Juliette Garcias (2009)
- La Fille du RER, regia di André Téchiné (2009)
- Liberté, regia di Tony Gatlif (2010)
- Au fond des bois, regia di Benoît Jacquot (2010)
- Les Yeux de sa mère, regia di Thierry Klifa (2011)
- Gli imperdonabili (Impardonnables), regia di André Téchiné (2011)
- Il ministro - L'esercizio dello Stato (L'Exercice de l'État), regia di Pierre Schoeller (2011)
- La Guerre des boutons, regia di Yann Samuell (2011)
- Bird People, regia di Pascale Ferran (2014)
- L'Homme qu'on aimait trop, regia di André Téchiné (2014)
- Tre cuori (Trois cœurs), regia di Benoît Jacquot (2014)
- Quando hai 17 anni (Quand on a 17 ans), regia di André Téchiné (2016)
- Tout de suite maintenant, regia di Pascal Bonitzer (2016)
- À jamais, regia di Benoît Jacquot (2016)
- Nos années folles, regia di André Téchiné (2017)
- All That Divides Us - Amore criminale (Tout nous sépare), regia di Thierry Klifa (2017)
- Eva, regia di Benoît Jacquot (2018)
- Un peuple et son roi, regia di Pierre Schoeller (2018)
- L'Adieu à la nuit, regia di André Téchiné (2019)
- Les Envoûtés, regia di Pascal Bonitzer (2019)
- La padrina - Parigi ha una nuova regina (La Daronne), regia di Jean-Paul Salomé (2020)
- Albatros, regia di Xavier Beauvois (2021)
- La verità secondo Maureen K. (La Syndicaliste), regia di Jean-Paul Salomé (2022)

## Riconoscimenti
- Premio César
  - 2007 - Migliore fotografia per Lady Chatterley
  - 2012 - Candidatura alla migliore fotografia per Il ministro - L'esercizio dello Stato
- Premio Lumière
  - 2019 - Candidatura alla miglior fotografia per Un peuple et son roi